# 卡尔潘扎诺
卡尔潘扎诺（義大利語：Carpanzano），是意大利科森扎省的一个市镇。总面积14平方公里，人口321人，人口密度22.9人/平方公里（2009年）。ISTAT代码为078027。